# Bullet Journal
Ein Bullet Journal (auch als BuJo bekannt) ist ein individuelles Organisationssystem, das 2013 von dem digitalen Produktdesigner Ryder Carroll entwickelt wurde.
Es kombiniert Terminplanung, To-Do-Listen, Tagebuch und Brainstorming in einem einzigen Notizbuch.

## Grundkonzept
Der Name Bullet Journal leitet sich von der Verwendung abgekürzter Aufzählungspunkte (Bullets) ab und bezieht sich teilweise auch auf die Verwendung von Notizbüchern mit Punkteraster statt Linien.

## Kernelemente
Ein Bullet Journal besteht typischerweise aus folgenden Elementen:
- Index

Ein Inhaltsverzeichnis am Anfang des Journals, das Seitenzahlen und Titel verschiedener Abschnitte auflistet.
- Key

Ein System von Symbolen oder Kennzeichnungen, die verschiedene Arten von Einträgen und deren Status repräsentieren.
Beispiele sind:
- - Punkt (-) für Aufgaben
  - Offener Kreis (◦) für Ereignisse
  - Strich (-) für Notizen
- Future Log

Eine Übersicht der kommenden Monate für langfristige Planung.
- Monthly Log

Eine monatliche Übersicht für Aufgaben, Ereignisse und Ziele.

## Daily/Weekly Log
Tägliche oder wöchentliche Einträge für Aufgaben, Ereignisse und Notizen.

## Collections
Sammlungen von Informationen zu bestimmten Themen, wie Habit Tracker, Leselisten oder Reisepläne.

## Methodik
Das Grundprinzip des Bullet Journaling basiert auf dem sogenannten Rapid Logging. Dabei werden Informationen schnell und effizient mit Hilfe von Symbolen notiert und kategorisiert. Ein wichtiger Aspekt ist die Migration, bei der unerledigte Aufgaben regelmäßig in neue Listen übertragen werden. Dies hilft bei der Priorisierung und wird als „Eckpfeiler“ des Bullet Journaling bezeichnet.

## Anpassungsfähigkeit
Ein wesentlicher Vorteil des Bullet Journals ist seine Flexibilität. Es kann als Kalender, Tagebuch, Skizzenbuch oder alles zusammen genutzt werden, je nach individuellen Bedürfnissen. Diese Anpassungsfähigkeit macht es zu einem beliebten Werkzeug für verschiedene Anwendergruppen, einschließlich Lehrern, die es für Unterrichtsplanung und berufliche Organisation nutzen können.